# Džibutská hymna
Hymna Džibutska byla složena v roce 1977 po získání nezávislosti na Francii. Text složil Aden Elmi a autorem hudby je Abdi Robleh. Je napsána v somálštině.

## Text hymny
| Originální znění | Český překlad |
| --- | --- |
| Hinjinne u sara kaca Calankaan harraad iyo Haydaar u mudateen. Hir cagaarku qariyayiyo Habkay samadu tahayoo Xiddig dhi igleh hoorshoo Caddaan lagu hadheeyaay. Maxaa haybad kugu yaal! | Povstaňme se silou, s jakou jsme vztyčili svoji vlajku, vlajku, která naše drahé stála hodně bolesti a žízně.. Naši vlajku, jejímiž barvami jsou věčná zeleň země, modrá barva oblohy a bílá barva míru, a ve středu hvězda krvavá. Ó, naše vlajka, jaký to překrásný pohled! |